# Vilariño de Conso
Vilariño de Conso – gmina w Hiszpanii, w Galicji, w prowincji Ourense, w comarce Viana.
Zgodnie z danymi INE, w 2004 roku liczba ludności wynosiła 749. Kod pocztowy do gminy to 32.092. Burmistrzem Vilariño de Conso jest Ventura Sierra Vázquez.

## Liczba ludności z biegiem lat
- 1900 – 2256
- 1930 – 2252
- 1950 – 2172
- 1981 – 1222
- 2003 – 771
- 2004 – 749

## Miejscowości
W skład gminy Vilariño de Conso wchodzi dziesięć miejscowości, w tym miejscowość gminna o tej samej nazwie:
- Castiñeira
- Chaguazoso
- Conso
- Mormentelos
- Pradoalbar
- Sabuguido
- San Cristovo
- San Mamede de Hedrada
- Veigas de Camba
- Vilariño de Conso